# Lerista taeniata
Lerista taeniata är en ödleart som beskrevs av  Storr 1986. Lerista taeniata ingår i släktet Lerista och familjen skinkar. IUCN kategoriserar arten globalt som livskraftig. Inga underarter finns listade i Catalogue of Life.